# Skautafélag Reykjavíkur
Skautafélag Reykjavíkur – islandzki klub hokejowy z siedzibą w Reykjavík.

## Sukcesy
- Złoty medal mistrzostw Islandii (5 razy): 1999, 2000, 2006, 2007, 2009

## Zawodnicy

### Kadra w sezonie 2017–18
Na podstawie materiału źródłowego:
| Bramkarze: - Aevar Björnsson - Arnar Hjaltested - Johann Ragnarsson Obrońcy: - Hilmir Aevarsson - Birkir Arnason - Hakon Arnason - Kari Gudlaugsson - Patrik Löbl - Daniel Magnusson - Daniel Melstad - Markús Ólafsson - Gudmundur R. Steinsen - Viktor Svavarsson |  | Napastnicy: - Hallur Árnason - Solvi Atlason - Styrmir Fridriksson - Kristjan Gunnlaugsson - Kristinn Hermannsson - Bjarki Johannesson - Viktor Kristjonsson - Baldur Lindal - Hakon Magnusson - Tomas Omarsson - Aron Orrason - Patrik Podsedníček - Miloslav Racansky - Birkir Sigurdarson - Omar Sondruson - Nikolas Svansson - Gudmundur Thorsteinsson - Janis Turks - Steinar Veigarsson - Daniel Vlach |